# Piet Poell
Piet Poell (Heerlen, 15 december 1947) is een Nederlandse schrijver. In 2000 publiceerde hij de roman Rosaura bij de Arbeiderspers. Hij schreef daarna nog een aantal andere boeken. In 2023 publiceerde hij de roman Kruistocht van een clown. Zijn verhalen zijn meestal gebaseerd op historische of autobiografische feiten.

## Biografie
Piet Poell groeide op in Echt en Pey. Hij volgde van 1972-1973 de kunstacademie in Tilburg. Van 1974-1979 studeerde hij Nederlands MO-A en MO-B.
In 1968 richtte hij samen met een zestal kunstenaars een kunstboerderij op. Hij studeerde Nederlands en gaf les aan diverse scholen in Maastricht en Geleen tot 1986. Hij was werkzaam als vrachtwagenchauffeur, krantenbezorger, colporteur, kroegbaas, journalist, kunstschilder en leraar. Van 1994 tot 2011 was hij hogeschooldocent aan de Fontys Hogeschool voor communicatie in Eindhoven. In de loop der jaren ondernam hij verschillende reizen, onder andere naar Mexico, Colombia, Ecuador, de VS, het Midden-Oosten en Gambia.
Voor de eerste twee verhalen van Limburg Blues won hij twee keer de Fontys Literatuurprijs.

## Boeken (selectie)

### Kruistocht van een clown
Roman over Theodor Kalb, wiens negen kinderen in paniek naar een nazi-opvoedingsgesticht zijn gebracht door hun moeder. Hij wordt opgepakt en overleeft in concentratiekamp Buchenwald het vuurpeloton. Krankzinnig geworden zet hij zijn zoektocht voort en ruimt hij iedereen uit de weg die hem dwarszit, op zoek naar de hangende tuinen van Maastricht, waar hij hoopt zijn kinderen te vinden. 

### Prinsessen in het Prinsenhof
Historische roman over drie fictieve vrouwen uit verschillende generaties van dezelfde familie in het Maaseik van de 18e eeuw.

### Porno Británico
Roman over een drugshandelaar die uit een Londense gevangenis ontsnapt en allerlei dwaze avonturen beleeft.

### Rosaura (in de greep van de drugsmaffia)
Het waargebeurde levensverhaal van zijn Colombiaanse vrouw, die in Nederland werd gechanteerd door de Colombiaanse drugsmaffia. Samen met haar Nederlandse man werd ze in Groot-Brittannië gearresteerd.

### Limburg Blues
Zes humoristische verhalen over opgroeien in Limburg, conflicten met de kerk, hilarische voorvallen, uitbundige feesten en seksuele uitspattingen.